# Grundrisse
Grundrisse, hay đầy đủ là Grundrisse der Kritik der politischen Ökonomie, là bản nháp của công trình phê phán kinh tế chính trị được Karl Marx thảo giữa năm 1857 và 1858, về sau kết tụ dưới dạng bộ ba cuốn Das Kapital. Bản thảo này chứa một số ý nghĩ không xuất hiện trong các trước tác khác của Marx, khiến nó trở thành một bộ phận không thể thiếu trong việc diễn giải tư tưởng của ông.